# 雕填
雕填，又稱戧金細勾填漆，其變體為戧金細勾描漆，是一種結合了填漆和戧金的漆器工藝。

## 技法
雕填工藝是先用填漆的方法堆填好紋飾，然後沿著紋飾的輪廓，用陰刻的方法，刻出陰文線，再在陰文線內用戧金的方法填金。
除此以外，還有一種模仿雕填的方法，不是真的雕填。其方法是以彩繪代替雕填，然後戧金。也有一種方法是一部分用真的雕填，一部分用彩繪，兩法並用，最後戧金。以填漆為主的雕填稱為戧金細勾填漆，以彩繪為主的雕填稱為戧金細勾描漆。

## 歷史
雕填工藝盛行於明朝和清朝，傳世作品很多。其中，明朝“龍紋雕填方角櫃”和清朝“流雲紋雕填鵪鶉籠”（北京故宮博物院藏）都是代表性作品。